# نبرد سیدر کری
نبرد سیدر کری (انگلیسی: Battle of Cedar Creek) نبردی است که در ۱۹ اکتبر ۱۸۶۴ و در طول جنگ داخلی آمریکا به وقوع پیوست که نتیجهٔ این نبرد، پیروزی ارتش اتحادیه بود.